# Somatina sanctithomae
Somatina sanctithomae là một loài bướm đêm trong họ Geometridae.